# Ultrabeat
Ultrabeat (Hi-Flyerz, WTF!) – brytyjski zespół muzyczny house. W skład zespołu wchodzą: Mike Di Scala, Ian Redman i Chris Henry.

## Dyskografia

### Albumy studyjne
| 2007                           | The Album - Wydany: 10 września 2007 - Wytwórnia: All Around the World - Format: CD, płyta gramofonowa, digital download  | 8  | 51 |
| 2009                           | The Weekend Has Landed - Wydany: 23 października 2009 - Wytwórnia: Universal Music TV - Format: CD, DVD, digital download | 29 | –  |
| „–” pozycja nie była notowana. | |    |    |

### Single
| Rok                            | Tytuł                                    | Najwyższe pozycje na listach | Najwyższe pozycje na listach | Najwyższe pozycje na listach | Album                  |
| Rok                            | Tytuł                                    | GBR                          | IRL                          | NLD                          | Album                  |
| ------------------------------ | ---------------------------------------- | ---------------------------- | ---------------------------- | ---------------------------- | ---------------------- |
| 2003                           | „Pretty Green Eyes”                      | 2                            | 7                            | 37                           | The Album              |
| 2003                           | „Feelin' Fine”                           | 12                           | 26                           | 35                           | The Album              |
| 2003                           | „Sonic Burnin' / Boomcore”               | –                            | –                            | –                            | –                      |
| 2004                           | „Better than Life”                       | 23                           | 34                           | 51                           | The Album              |
| 2005                           | „Feel It with Me”                        | 57                           | –                            | –                            | The Album              |
| 2006                           | „Elysium (I Go Crazy)” (vs. Scott Brown) | 35                           | 40                           | –                            | The Album              |
| 2007                           | „Sure Feels Good” (vs. Darren Styles)    | 12                           | –                            | –                            | The Album              |
| 2008                           | „I Wanna Touch You”                      | –                            | –                            | –                            | The Album              |
| 2008                           | „Discolights” (vs. Darren Styles)        | 23                           | 28                           | –                            | The Weekend Has Landed |
| 2008                           | „Paradise & Dreams”                      | –                            | –                            | –                            | –                      |
| 2009                           | „Never Ever”                             | –                            | –                            | –                            | The Weekend Has Landed |
| 2009                           | „Starry Eyed Girl”                       | –                            | –                            | –                            | The Weekend Has Landed |
| 2009                           | „Use Somebody”                           | 100                          | –                            | –                            | The Weekend Has Landed |
| 2010                           | „Bring It Back”                          | –                            | –                            | –                            | –                      |
| „–” pozycja nie była notowana. |                                          |                              |                              |                              |                        |

#### Jako WTF!
| Rok                            | Tytuł      | Najwyższe pozycje na listach | Najwyższe pozycje na listach | Album |
| Rok                            | Tytuł      | NLD                          | AUT                          | Album |
| ------------------------------ | ---------- | ---------------------------- | ---------------------------- | ----- |
| 2012                           | „Da Bop”   | 4                            | 63                           | –     |
| 2012                           | „The Sway” | –                            | –                            | –     |
| „–” pozycja nie była notowana. |            |                              |                              |       |

## Nagrody
| Rok  | Nagroda                                       | Utwór             | Wynik   |
| ---- | --------------------------------------------- | ----------------- | ------- |
| 2007 | Eurodanceweb Award (wspólnie z Darren Styles) | „Sure Feels Good” | Wygrana |